# Општина Фрумосу (Сучава)
Фрумосу (рум. Frumosu) општина је у Румунији у округу Сучава.
Oпштина се налази на надморској висини од 587 m.